# Panslawizm

Kraje słowiańskie w Europie

Flaga wszechsłowiańska zaproponowana na konwencji w Pradze

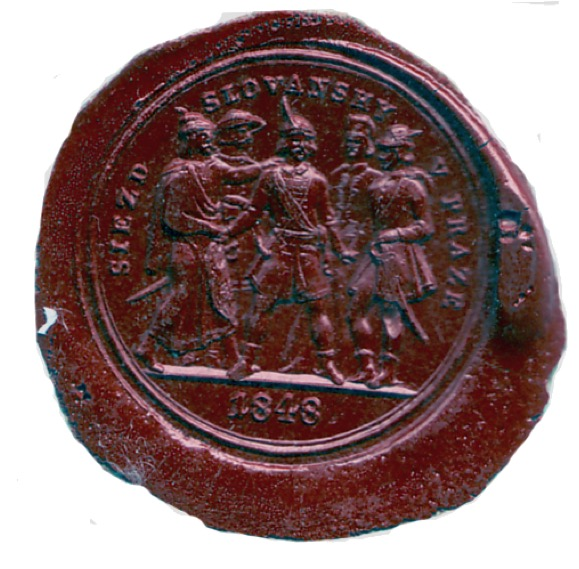
Pieczęć Zjazdu Słowiańskiego w 1848 roku

Panslawizm (gr. παν- pan- „wszech-” + łac. Slavi „Słowianie”) – ruch kulturalno-polityczny o różnorodnym zabarwieniu politycznym, powstały w Czechach na początku XIX wieku, dążący do wyzwolenia, a następnie zjednoczenia politycznego, gospodarczego i kulturalnego Słowian. Pierwotnie termin ten był stosowany dla określenia językowej i kulturalnej wspólnoty narodów słowiańskich. W XIX wieku panslawizm znalazł wielu zwolenników w krajach zamieszkiwanych przez Słowian.

## Założenia
Ideę panslawizmu popierała Rosja, pragnąc w ten sposób realizować swoje imperialne interesy wobec narodów o słowiańskim pochodzeniu, nieposiadających własnej organizacji państwowej. Z tego powodu – w przeciwieństwie do Czechów – panslawizm nigdy nie uzyskał powszechnego poparcia na ziemiach polskich, mimo że na początku XX wieku w ruch ten włączyła się endecja. Endecy traktowali ten ruch instrumentalnie jako środek do osłabienia Austro-Węgier i Cesarstwa Niemieckiego. 
Czołowym propagatorem idei ruchu pansłowiańskiego w medycynie na gruncie polskim był znany okulista Bolesław Wicherkiewicz (1847–1915), który był uczniem Jana Evangelisty Purkyněgo — „ojca” idei panslawizmu w medycynie.
Panslawiści dystansowali się od narodów wywodzących się od zachodnich Słowian, ze względu na fakt, iż były one wyznania rzymskokatolickiego. Niektórzy wręcz klasyfikowali ich jako wrogów „Słowiańszczyzny” na równi z Niemcami.
Z drugiej strony polski etnograf Franciszek Henryk Duchiński w swojej teorii uznał Rosjan za niesłowiańskich potomków Mongołów. Kręgi związane z ruchem panslawistycznym zwracały się w kierunku Rosji i przeciwko Austrii i Turcji, gdzie takie mniejszości jak Serbowie, Czesi, Słowacy czy Polacy posiadały niską pozycję w systemie politycznym. Ideologia ta jednak nigdy nie uzyskała silnego poparcia wśród Polaków, gdyż zwracała się ona ku Rosji, a dodatkowo Polacy darzyli Turcję sympatią, ponieważ nigdy nie uznała rozbiorów Polski. Sami panslawiści z tego względu wrogo odnosili się do Polski i narodowości polskiej, zaś rusyfikacja była dla wielu panslawistów celem samym w sobie, podobnie, jak ich żądania, by wszyscy Słowianie przeszli na prawosławie.
Koncepcje polityczne wczesnego ruchu panslawistycznego były oparte na idei stworzenia swego rodzaju federacji wszystkich Słowian, pozostającej pod polityczną oraz kulturową dominacją i przywództwem Imperium Rosyjskiego, gdzie lokalne słowiańskie tożsamości zostaną zintegrowane w rosyjską, a głównym językiem komunikowania się będzie język rosyjski, główną wykładaną historią historia Rosji, szkolnictwo prowadzone w języku rosyjskim. Pośrednio ugrupowania panslawistyczne wpłynęły na wybuch wojny rosyjsko-tureckiej 1877-1878 oraz zaangażowania Rosji na Bałkanach, co pośrednio doprowadziło do wybuchu pierwszej wojny światowej.
Polacy często byli pomijani w zaproszeniach na Kongresy Słowiańskie organizowane w Rosji. Sam naród polski ze względu na swój opór wobec rusyfikacji i Imperium Rosyjskiego w powstaniu styczniowym został nazwany przez panslawistów „Judaszem Słowiańszczyzny”.
W Czechach po rozłamie austroslawizmu (zwanego również ruchem wszechczeskim) w roku 1876 wyłoniła się z niego partia młodoczeska (cz. mladočeši, niem. Jungtschechen, od 1891 pod przewodnictwem Karela Kramářa), jej panslawizm przybrał skrajnie prorosyjskie pozycje.
Po zakończeniu pierwszej wojny światowej wpływy panslawizmu na skutek rozwoju tendencji nacjonalistycznych w krajach słowiańskich oraz wewnętrznej rywalizacji uległy marginalizacji.

## Neoslawizm
Na przełomie XIX i XX wieku pojawił się nurt krytyczny wobec panslawizmu zwany neoslawizmem. Powstały wśród czeskich działaczy narodowych, był reprezentowany przez między innymi Tomáša Masaryka, był krytyczny wobec żądań rosyjskiej dominacji nad innymi Słowianami, żądał także, aby wspólnota Słowian była oparta na demokratycznej wspólnocie, zakładał zjednoczenie Czech i Słowacji (maksymalnie też Polski) oraz luźny związek z Rosją. Neoslawizm dystansował się od takich idei panslawizmu, jak pogląd o wyższości jednych słowiańskich grup nad innymi, jak i dominacje jakiejkolwiek religii.
Pierwszym zorganizowanym zgromadzeniem jego zwolenników był kongres w Pradze w roku 1908, pierwszy z ogółem trzech, w którym akces uczestnictwa zgłosił Roman Dmowski, który pragnął wykorzystać ruch do przeniesienia problemu polskiego na szczebel międzynarodowy i uzyskania bliżej nieokreślonej autonomii Królestwa Polskiego w ramach Imperium Rosyjskiego. Drugi kongres odbył się w 1909 r. w Petersburgu, zaś trzeci w 1910 r. w Sofii. Ruch, mimo początkowego poparcia przez niektórych ideologów rosyjskich, nie uzyskał ostatecznie wiele poparcia wśród Rosjan, choć Rosja nie przeszkadzała w jego działalności.
Stopniowy schyłek ruchu neoslawizmu rozpoczął się w 1910, kiedy jego trzeci i ostatni kongres w Sofii odbył się już m.in. bez udziału Polaków. Ten kierunek ideologiczny krytyczny wobec panslawizmu i jego próba emancypacji ruchu od wpływów Rosji doprowadziła do wzmożenia nacjonalizmu wśród rosyjskich panslawistów i wyodrębnienia się tzw. rosyjskiego neoslawizmu.

## Języki pansłowiańskie
Niejako związane z ruchami panslawistycznymi czy neoslawistycznymi są idee stworzenia wspólnego języka zrozumiałego dla wszystkich Słowian. Przykładami takich języków mogą być slovio czy międzysłowiański, choć ta ostatnia mowa jako projekt zdecydowanie odcina się od związków z jakimikolwiek ruchami politycznymi, a jej jedynym celem jest bycie językiem pomocniczym.